# Maria Ouspenskaya
Maria Aleksejevna Ouspenskaya (Russisch: Мария Алексеевна Успенская) (Toela, 29 oktober 1876 - Los Angeles, 3 december 1949) was een Russische actrice.

## Biografie
Ouspenskaya genoot haar opleiding in het Moskous Kunsttheater onder leiding van Konstantin Stanislavski. Het theater reisde de hele wereld rond. In 1922 deed het theater New York aan. Ouspenskaya besloot in de Verenigde Staten te blijven. Ze speelde vaak op Broadway en gaf acteerlessen. Samen met Richard Boleslawski startte ze de School of Dramatic Art in New York. Een van haar leerlingen was Anne Baxter.
In de jaren 30 opende ze een dansschool in Los Angeles, waar ze onder meer Marge Champion als leerlinge had. In 1936, op 60-jarige leeftijd, startte ze met haar Hollywoodcarrière in de film Dodsworth. Hiervoor werd ze genomineerd voor een Oscar voor beste vrouwelijke bijrol. Drie jaar later werd ze opnieuw genomineerd in dezelfde categorie voor haar rol in Love Affair.
In de jaren 40 speelde ze onder meer in Waterloo Bridge (1940), The Mortal Storm (1940), The Wolf Man (1941), Tarzan and the Amazons (1945). In 1949 speelde ze in haar laatste film naast Jane Wyman en David Niven. Ze overleed datzelfde jaar. Ze werd begraven in het Forest Lawn Memorial Park (Glendale).

## Beknopte filmografie
- 1936 : Dodsworth  (William Wyler)
- 1940 : Waterloo Bridge (Mervyn LeRoy)
- 1940 : Dance, Girl, Dance (Dorothy Arzner)
- 1942 : Kings Row (Sam Wood)
- 1945 : Tarzan and the Amazons (Kurt Neumann)

- Biblioteca Nacional de España: XX1099547
- Bibliothèque nationale de France: cb17951270p (data)
- Gemeinsame Normdatei: 1200379276
- International Standard Name Identifier: 0000 0000 3725 7353
- Library of Congress Control Number: n85151878
- Nationale Bibliotheek van Israël: 987007605109805171
- SNAC: w6ww94v4
- Système universitaire de documentation: 087566656
- Virtual International Authority File: 6369108
- WorldCat: E39PBJfcQ6YXcB46vF9VPbQ8YP